# 大和堆
大和堆（やまと たい、ローマ字表記: Yamato Tai ）とは、日本海のほぼ中央部に存在する、この海域で最大の堆である。国際名称（英称）は、国際水路機関 (IHO) が用いる Yamato Bank （日本語音写形: ヤマトバンク）を始めとして様々なものがある（※後述）。短径 約20キロメートル、長径 約130キロメートル。最浅所は水深 236メートル。
冷水塊と暖流域の境界部にあたる浅水域であることから、大和堆周辺海域は日本海有数の好漁場である。
日本の環境省による管理上は、沖合域の管理コードで「沖合海底域 326  大和堆周辺（英称: Offshore Seafloor 326  Yamato Bank）」と呼ばれる水域（面積 14,652平方キロメートル、最大水深 3,039メートル）の主要区域になっている。

## 名称
- 日本語名：大和堆。ローマ字表記：Yamato Tai。語構成［ ja: 大和（固有名詞；艦名）+ 堆 ］
- 英語名
  - 国際水路機関 (IHO) ：Yamato Bank [4]
  - その他：Yamatotai Bank [4], Noto-tai [4], Yamato Ridge [4], Yamato-tai [4], Yamato Seamount [4], Vozvyshennost’ Yamato [4]
  - 用法が不明瞭な名称：Yamato Rise [9]（おそらくは大和海嶺を指すと思われるが、用法を特定しきれない）
- ロシア語：Возвышенность Ямато [4]（ラテン翻字: Vozvýšennyj Yamato）

## 地理的特徴
大和堆は、アジア大陸東縁に沿って直線的な形でくっついていた古日本列島が、新生代新第三紀鮮新世もしくは第四紀更新世）に入って大陸から分離されるグリーンタフ造山運動の際、日本海の拡大のために発生した海嶺の一断片である。現在は活動していない。
隠岐諸島あたりから日本海の中央部へ向かって「水没した巨大な半島」のような形で伸びている海嶺を「大和海嶺」といい、日本海盆（英称: Japan Basin）、南は大和海盆（英称: Yamato Basin）に接している。大和海嶺は、北西側にある「北大和堆（きたやまとたい、英称: Kita-Yamato Bank ）」と南東側（日本列島側）にある「大和堆」とで構成されている。これら2つの堆を半ば分割しているのは、大和堆の北東から南西方向に走っている深さ2,000メートルに及ぶ地溝状の落ち込みである。「北大和堆トラフ」と呼ばれているこの谷部は、おそらくは大和海盆の生成と同時期か少し前に生成された正断層と考えられる。堆が2つでなく3つに分かれていると捉えて「拓洋堆（たくようたい）」と呼ぶ研究者もいる。「拓洋堆」と呼ばれるその場所は、大和堆の北東部にあってやや独立している高まりである。これらのうち、北大和堆と拓洋堆からはおよそ2億年前に生成された花崗岩や花崗閃緑岩が確認されており（北大和堆からは約1億9700万年前の閃雲花崗岩が、拓洋堆西部の浅所からは約2億2000万年前の角閃石花崗岩が採取されており）、これら中生代前期の岩石が見出されることは、本州中央部の飛騨変成帯の花崗岩との類似から、古生代ないしそれ以前に生成された可能性があることも指摘されている。これに対して大和堆は、中生代の濃飛流紋岩が確認されていることから中生代造山活動の痕跡は確かにあるものの、新第三紀または第四紀にはこれらを貫いて安山岩および玄武岩の噴出が大和海嶺・隠岐堆周辺地域にあったと考えられ、その一部はアルカリ岩であることから、鮮新世から現世にかけての西南日本のアルカリ岩系の激しい造山活動と同時期に生成された可能性が高い。つまり、大和海盆の拡大以前（大和堆が本州と隣接してマグマ溜りの直上にあった時期）の造山活動によって本州の西南日本の部分と同時に生成された可能性が高い。
日本列島がアジア大陸部から分離し、日本海が拡大したときの大陸地塊の残存物と考えられる大和海嶺（大和堆と北大和堆）は、日本海の中央部に位置する海嶺（比高約2000メートル、長さ約400キロメートルで、東北東に伸びる）であり、冷水塊と暖流域との境界部にあたることと相まって、日本海でも有数の漁場となっている。表層の生産性が高く、そこからもたらされる有機物の沈降によって海底での生産性と生物多様性も高くなっている。
先述のとおり、大和海嶺は隠岐諸島から北東にかけて続く浅堆の北端付近にある。陸と海の地形をありのままに捉えれば、山陰地方の山地と隠岐諸島（および、隠岐諸島沖の大陸棚）と大和海嶺は繋がっている。つまり、山陰地方中央部の山地を基部として隠岐諸島が日本海に突き出し、それより先に隠岐諸島より遥かに大きい九州ほどの広大な面積をもつ半島部が形成されているが、その半島部は水没しているということである。
また、地磁気の分布上でも、大和堆磁気区（大和海嶺の磁気区。YMT）と隠岐諸島磁気区 (OKS) の2区は地続きになった一つの塊である。
大和海嶺の最浅所は、大和堆の北緯39°東経134°08′ 地点であり、水深は 236メートル。北大和堆のほうは水深 397メートルとやや深い。
発見の歴史については「発見史」節にて詳説する。

## 歴史

### 発見史
大日本帝国の水産講習所（現在の東京海洋大学の主要な前身）海洋調査部に所属する調査船「天鷗丸」は、1924年（大正13年）に日本海の地形調査を行い、日本海のほぼ中央部で未知の浅水部を発見した。最浅所の水深は 307メートルと計測された（※当時の数値）。この発見があるまでは、日本海は一様に深い海と考えられていた。
1926年（大正15年/昭和元年）、改めて大日本帝国海軍水路部の測量艦「大和」による精密測量が行われ、最浅所の水深として 236メートルという数値を得た。これにより、新発見の浅水部（堆）は「大和」の艦名から採って「大和堆」と命名された。
さらに、1930年（昭和5年）になると、海洋気象台の海洋観測船「春風丸」が大和堆の北にも最浅所が水深 465メートル（※当時の計測数値）の浅水部を新たに発見し、「春風堆」と命名した。しかし、翌1931年（昭和6年）に測量艦「大和」が精密測量を行ったところ、416メートル（※これも当時の計測数値）の最浅所を発見したため、こちらも測量艦「大和」の名にちなんだ「北大和堆」へと改名された。

### 2019年の北朝鮮漁船衝突事件
2019年（令和元年）10月7日、日本の排他的経済水域 (EEZ) 内で違法操業をしていた北朝鮮（朝鮮民主主義人民共和国）漁業船団の母船とみられる大型鋼船は、排除活動を執る水産庁の漁業取締船「おおくに」に対して挑発するような動きを繰り返した挙句の、午前9時7分、北緯40°東経135°付近にて、おおくにのバルバスバウに左舷中央部から突っ込む形で衝突してきた。衝突が故意であったか判断ミスによる事故であったかは判然としない。鋼船は老朽化して腐蝕の進んでいた船体に亀裂が入って浸水し始め、約20分後に沈没した。約60名と漁業を行うには多すぎる人数の乗組員たちは海に投げ出されたが、おおくに（あるいは、おおくにと海上保安庁の救助活動を受けて命を落とす者はいなかったとみられる。おおくにの救命筏（きゅうめいいかだ）に乗り込んだ彼らは、遅れて現れた別の鋼船が引き取っていった。
北朝鮮のいつもの遣り口ではあるが、後日、日本が意図的に漁船を沈没させたとして損害賠償と再発防止策を要求してきた。これに対して水産庁は事実を捉えた当時の映像を同月18日に公開して反論した。海洋問題研究家の山田吉彦は、この件での北朝鮮の動きを、厳しさを増した日本の取り締まりに抵抗してみせるプロパガンダと見た。水産庁が撮影した映像を見た山田は、衝突してきた船が最新のレーダーを搭載しているのを確認できるとし、水産庁の漁業取締船の動きを把握したうえで挑発していたと分析する。乗組員が多いのは、この船を母船として漁民は周りの比較的小型の船に乗り移って操業するのではないかと推定した。また、海上保安庁の負担の増加を懸念しながらも、危険を伴う国境最前線の警備は、この事件の発生時がそうであったように民間人が操船していることのある水産庁の漁業取締船ではなく、民間人がいない海上保安庁の巡視船が行うべきと指摘した。

### 年表
- 新生代新第三紀鮮新世から第四紀更新世にかけての地質時代（佐藤任弘・小野弘司 (1964)説[15][10][11]、あるいは、約2000万年前[1]の前後（新生代第四紀更新世ジェラシアン。cf. 地球史年表#約6500万年前 - 1000万年前） - 大和堆が生成される / 大和海盆の拡大以前（大和堆が本州の西南日本の部分と隣接してマグマ溜りの直上にあった時期）の造山活動によって[11]本州と大和堆が同時に生成された可能性が高い[10]。

- 1885年（明治18年） - 日本の水産業の育成のため、農商務省に水産局が設置される[27]。
- 1897年（明治30年）4月 - 日本で遠洋漁業奨励法が公布され、大型漁船の遠洋航海が開始される[28]。
- 1909年（明治42年） - 大日本水産会の漁業基本調査（計画）に予算が付き[28]、水産資源という視点からの日本列島周辺海域の地形調査が開始される[29]。
- 1913年（大正2年） - 漁業基本調査（計画）が水産講習所（数年後の東京水産大学、現在の東京海洋大学の主要な前身）の試験部に移管される[28]。
- 1914年（大正3年） - 漁業基本調査（計画）が漁業基本調査部として試験部から独立[28]。
- 1918年（大正7年） - 漁業基本調査部が海洋調査部になる[28]。12月に調査船「天鷗丸」が完成[28]。

- 1924年（大正13年） - 大和堆の発見 / 調査船「天鷗丸」が、日本海のほぼ中央部で未知の浅水部（堆）を発見する。
- 1926年（大正15年/昭和元年） - 日本海軍水路部の測量艦「大和」が件の堆の精密測量を行う。同年、発見された堆は「大和」の艦名にちなんで「大和堆」と命名される。
- 1930年（昭和5年） - 海洋気象台の海洋観測船「春風丸」が大和堆の北で未知の堆を発見。同年、発見された堆は「春大和」の船名にちなんで「春風堆」と命名される。
- 1931年（昭和6年） - 測量艦「大和」が春風堆の精密測量を行い、（当時としては）正しい最浅点を発見。これをもって「春風堆」は測量艦「大和」の名にちなんだ「北大和堆」へと改名される。
- 1977年（昭和52年）7月 - 日本が『漁業水域に関する暫定措置法』（200海里漁業専管水域法）を施行し、独自の漁業専管水域を設定して国内外に宣言する[30]。これにより、大和堆は日本の管理下に置く漁業水域となった。
- 1982年（昭和57年） - 国際連合が『海洋法に関する国際連合条約』が採択。
- 1994年（平成6年） - 『海洋法に関する国際連合条約』が発効し、「排他的経済水域（頭字語：EEZ）」という国際的共通概念が成立、明文化される[31]。
- 1996年（平成8年） - 日本が『海洋法に関する国際連合条約』を批准[31]。これをもって大和堆は日本の排他的経済水域に属すこととなる。北大和堆は属さない。
- 2016年（平成28年）
  - 5月9日付[32] - 環境省が「生物多様性の観点から重要度の高い海域」を選定し、「沖合域」という概念の下で保全を図ることとなる[33]。この概念において大和堆は「沖合海底域 326  大和堆周辺」名義で保全対象となった[33]。
  - スルメイカ漁期（6月から翌年1月まで） - 前年から兆しが見えていた大和堆周辺海域におけるスルメイカの不漁が深刻化する[34]。
  - 秋 - 多数の北朝鮮（朝鮮民主主義人民共和国）漁船が大和堆周辺海域に侵入し、日本漁船に接近することで、漁具が破損するなどトラブルが相次ぐ[35]。
- 2017年（平成29年）
  - 時期未確認 - 北朝鮮の金正恩が「漁獲戦闘」の名の下で漁業活動を奨励[36]。大和堆にも同国の木造小型漁船が殺到する。大和堆のスルメイカは北朝鮮漁船が流し網[字引 8]で乱獲し、対して日本の漁船は不漁に見舞われた。
  - 夏から - 海上保安庁が巡視船を大和堆周辺海域へ派遣したが、万全な体制とは言えず、北朝鮮漁船の排除に手間取り、困難な対応を迫られた[35]。
  - 11月 - 朝鮮労働党の機関紙『労働新聞』が「冬季の漁業は、年間水産物生産において意義を持つ重要な戦い」と漁業活動を奨励[36]。朝鮮中央テレビも自国民を煽り立てる[36]。
- 2018年（平成30年）
  - 前期から - 水産庁が大和堆周辺海域での取り締まりを強化し、北朝鮮漁船による違法操業の抑え込みに奔走する。
  - 5月下旬 - 前年の反省から、海上保安庁は海域への巡視船の派遣を漁期前まで繰り上げて行い、北朝鮮寄りのEEZ境界線付近まで進出して違法船団の入域阻止を試みる[35]。
  - 10月・11月 - 海上保安庁の巡視船が北朝鮮漁業船団の大型鋼船[字引 7]に体当たりされて破損するという事案が2件起きる[35][37]。
- 2019年（令和元年）
  - 10月7日 - 水産庁の漁業取締船「おおくに」と北朝鮮漁船が衝突する。詳しくは「2019年の北朝鮮漁船衝突事件」節を参照のこと。
  - 全期総括 - 大和堆周辺海域で水産庁が退去警告を行った漁船は、北朝鮮漁船が年間延べ4,007隻、中華人民共和国（中国）の漁船は年間延べ1,115隻であった[38]。中国漁船による違法操業が増加し始めていた。
- 2020年（令和2年）
  - 10月16日 - 大和堆周辺海域で水産庁が出した退去警告隻数は、この時点で、中国船3,468隻、北朝鮮船1隻[39]。海上保安庁は延べ102隻[40]。前年まで続いた北朝鮮漁船が激減したことから、北朝鮮が（本来は権利を持たない大和堆周辺海域での[41]）漁業権を中国漁船に密売して外貨を獲得している疑いを浮上しており[38]、国際連合安全保障理事会の制裁決議違反に当たるとの指摘もある[38]。

- 2023年（令和5年）
  - 6月15日 - 大和堆でベニズワイガニ漁をしていた漁船の50キロ圏内に北朝鮮が発射した弾道ミサイルが落下[42]。漁船の責任者の話として、「花火のような大きな音」を聞いたという[42][注 5]。

## 利用
大和海嶺（大和堆と北大和堆）は、その存在が知られる以前から、事実上は日本海を周辺の沿岸地域から利用する漁民によって漁場として利用されてきたであろう。
大和海嶺の大和堆と北大和堆はともに、イカ、サバ、タチウオの好漁場として知られている。スルメイカ、エビ・カニ類（ホッコクアカエビ〈アマエビ〉、ズワイガニなど）などの水産資源の宝庫である。
漁獲対象に限らない水産資源、および、鉱物資源などについては、未だ不明な点が多い。

### 権利
日本によって大和堆が発見された1924年（大正13年）の時点では、水域の領有権に大きく関わる「大陸棚」という概念がまだ普及しておらず、したがってこの海域は公海であった。
その後、1960年代に入ると国際連合海洋法会議を通じて大陸棚という概念の国際的普及が進み、特定の海域を利用するにあたっての「漁業水域（英称: fishery zone）」の重要性が理解されるようになってゆく。そういった国際的な時流のなかで、日本は1977年（昭和52年）に『漁業水域に関する暫定措置法』（200海里漁業専管水域法）を施行し（同年5月公布、7月施行）、独自の漁業専管水域を設定して国内外に宣言した。これにより、大和堆は日本が管理下に置く漁業水域となった。
しかしながら、当時の漁業水域はそれぞれの国が一方的に宣言するというものであった。経済水域や漁業水域など管理水域についての概念の多国間条約（国際条約）の下での統合を見るのは1982年のこと。国際連合でこの年に『海洋法に関する国際連合条約』が採択され、1994年に発効されると、「大陸棚」の概念と明確に統合された「排他的経済水域（英称: exclusive economic zone、頭字語：EEZ）」という国際的共通概念が成立し、明文化もされた。日本の2年後の1996年（平成8年）にこの条約を批准する。以来、大和堆は日本の排他的経済水域に属すことになった。一方で、北大和堆は属していない。

### 合法
大和堆は資源豊富な漁場である。当然ながら、この資源は日本の漁業関係者によって大いに利用されてきており、イカ釣り漁、カニ籠漁業、底引網漁業などが行われている（第二次世界大戦後－平成・令和時代）。とりわけ盛んに行われているスルメイカ漁は、毎年の漁期が6月から翌年1月まで続く。いか釣船がイカをおびき寄せるために用いる集魚灯の強力な光は、船団ともなれば光の束となって大気圏外からもはっきり見ることができるほどの規模となっている。その光の束は、日本の排他的経済水域 (EEZ) に含まれる大和堆で毎年の漁期に発生する経済活動である。

### 違法
現在（20世紀後期後半以降現在）の大和堆についてであるが、外国船の不法操業が頻繁に行われている問題の海域でもある。2017年（平成29年）には、朝鮮民主主義人民共和国（北朝鮮）が「漁獲戦闘」の名の下で漁業活動を奨励したことから、大和堆にも同国の木造小型漁船が殺到した。日本はこれに対処して水産庁の漁業取締船と海上保安庁の巡視船が放水砲を撃って排除する事態となった。明くる2018年（平成30年）には、海上保安庁の巡視船が大和堆周辺海域への侵入を防ぐべく北朝鮮寄りのEEZ境界線付近で阻止活動を行った。同年の10月から11月には、海上保安庁の巡視船が北朝鮮の鋼船型の大型漁船に体当たりされて破損するという事案が2件起きたほか、違法漁船の乗組員からの投石も受けている。一方、外洋に出るには船体・装備ともに不十分な北朝鮮の漁船は遭難が相次ぎ、天候不順が続いた2017年11月には、多数が沈没したとみられる。全てが大和堆付近からのものとは限らないが、2017年1月から12月21日まで日本の日本海沿岸に到達した漂着船（cf. 北朝鮮漂流船問題）の件数は96件となっている（海上保安庁調べ）。
スルメイカ漁に関して、2017年（平成29年）の漁期は北朝鮮漁船が流し網で乱獲したこともあり、日本側は不漁に見舞われた。石川県漁業協同組合所属のいか釣船は、このせいで1か月繰り上げて漁を終えている。水産庁が行った北朝鮮漁船への退去勧告は2018年までは一千隻を超えていた。2019年（令和元年）10月7日には、違法操業中であった北朝鮮船団の母船とみられる鋼船型大型漁船が、排除活動を執る水産庁の漁業取締船「おおくに」に対して挑発するような動きを繰り返した挙句に衝突し、沈没した。詳しくは「2019年の北朝鮮漁船衝突事件」節を参照のこと。北朝鮮による違法操業は2020年に激減したが、今度は打って変わって中国（中華人民共和国）の漁船による違法操業が2019年・2020年と目立ち始めている。北朝鮮には（本来は権利を持たない大和堆周辺海域での）漁業権を中国漁船に密売した疑いが浮上している。

## 関連事象

### 沖合域
沖合域（おきあい いき）とは、陸とそれに比較的近い地域を、陸と、その近く（沿岸）と、遠く（沖合）に区別した場合の、沖合の区域をいう。生物多様性の観点に基づいて、環境省は「生物多様性の観点から重要度の高い海域」を2016年（平成28年）5月9日付で選定し、「沖合域」という概念の下で保全を図ることとなった。その一環として、海洋研究開発機構等の研究機関による調査研究の推進も行われる。この概念において、大和堆は「沖合海底域 326  大和堆周辺（英称: Offshore Seafloor 326  Yamato Bank）」と呼ばれる沖合域に含まれる保全対象である。「沖合海底域」は区域の種類、「326」は区域の管理番号、「大和堆周辺」は区域の名称。
なお、日本の沖合域の実際は、領海の水深200メートル超の場所と、排他的経済水域および大陸棚に係る水域が含まれる。

### 天鷗丸
天鴎丸（てんおうまる、旧字体表記: 天鷗丸）は、大和堆を発見した船である。
水産講習所（数年後の東京水産大学、現在の東京海洋大学の主要な前身）海洋調査部所属の調査船。排水量 161.0トンの木製汽船である。1918年（大正7年）12月完成。
1923年（大正12年）9月に関東大震災が発生した際は同じ海洋調査部に所属する3隻の調査船「雲鷹丸」「北水丸」「隼丸」とともに被災者の救助および救援活動に奔走した。1924年（大正13年）の調査で大和堆を発見。同年中に除籍。わずか5年ほどの短命で終わった事由については未確認。